# Luna 8
Luna 8 (appelée aussi Lunik 8 ou Objet 01810) fut la huitième sonde soviétique du programme Luna. Son atterrissage sur la surface lunaire est un échec.

## Caractéristiques de la mission
- Pays : Union des républiques socialistes soviétiques
- Date de lancement : 3 décembre 1965 à 10 h 48 min 00 s (UTC)
  - Site de lancement : Tyuratam, Cosmodrome de Baïkonour (Kazakhstan)
  - Lanceur : SS-6 (Sapwood) modifié avec un étage supérieur de seconde génération + étage de libération
- Masse : 1 550 kg[1]

## Déroulement
La sonde Luna 8 s'écrase sur la surface lunaire une minute et demi après l'heure prévue. Les rétrofusées se déclenchent trop tard entrainant l'impact de la sonde sur la surface lunaire dans Oceanus Procellarum (Océan des tempêtes). La mission permit néanmoins de valider le développement d'un certain nombre d'équipements tels un système d'orientation stellaire ainsi que le contrôle depuis le sol des équipements radios, de la trajectoire ainsi que d'autres instruments.
Il est possible que la sonde se soit posée mais soit tombée en panne deux secondes plus tard. Certains experts occidentaux supposèrent que la sonde a été submergée par la poussière lunaire, hypothèse peu crédible d'après les indications des sondes américaines du programme Ranger